# Muzeum dopravy (Drážďany)
Muzeum dopravy Drážďany (německy Verkehrsmuseum Dresden) je technicky orientované muzeum v Drážďanech. Muzeum je umístěno do budovy bývalé kočárovny. Návštěvníci si mohou prohlédnout 5 stálých expozic (silniční, železniční, lodní, letecká doprava a modelová železnice). Nachází se v centru Drážďan na Auguststraße. Do muzea se vchází z náměstí Jüdenhof.

## Historie muzea
Muzeum bylo založeno roku 1952 při vysoké škole dopravní jako jedno z prvních muzeí v NDR. Roku 1954 byla započata rekonstrukce budovy muzea (Johanneum). První expozice byla otevřena roku 1956 k 750. výročí Drážďan. Expozice nesla název 120 Jahre sächsiche Verkehrsgeschichte (120 let saské dopravní historie). Od roku 1958 v muzeu vedle výstav existují stálé expozice. Při založení svobodného státu Sasko roku 1990 dostalo muzeum status zemského muzea. Od roku 2006 je v majetku města Drážďany.

## Expozice

### Silniční doprava
Expozice se věnuje vývoji silniční dopravy od primitivních přes motocykly k automobilům NDR. Obsahuje i exponáty starých bicyklů.

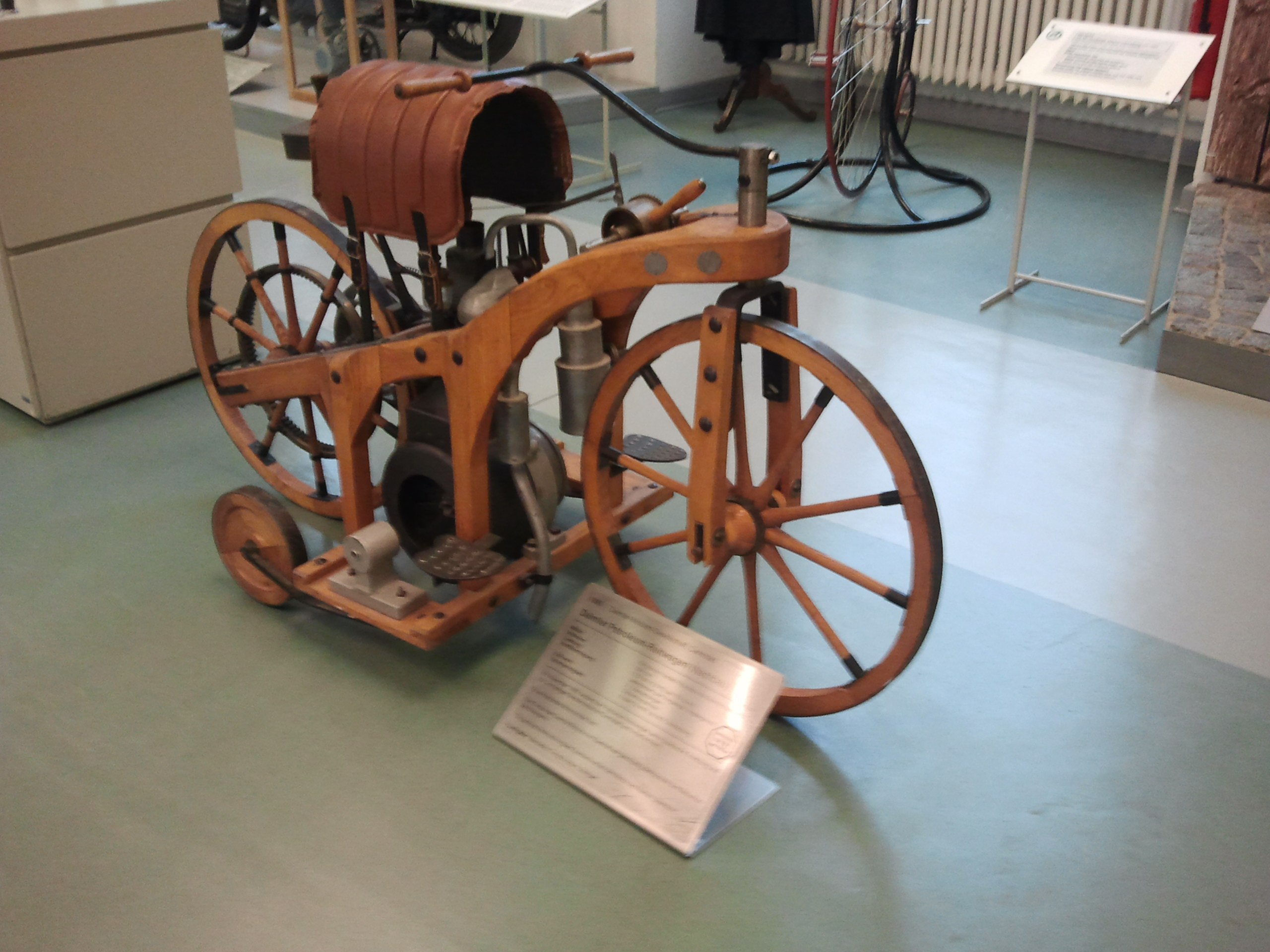
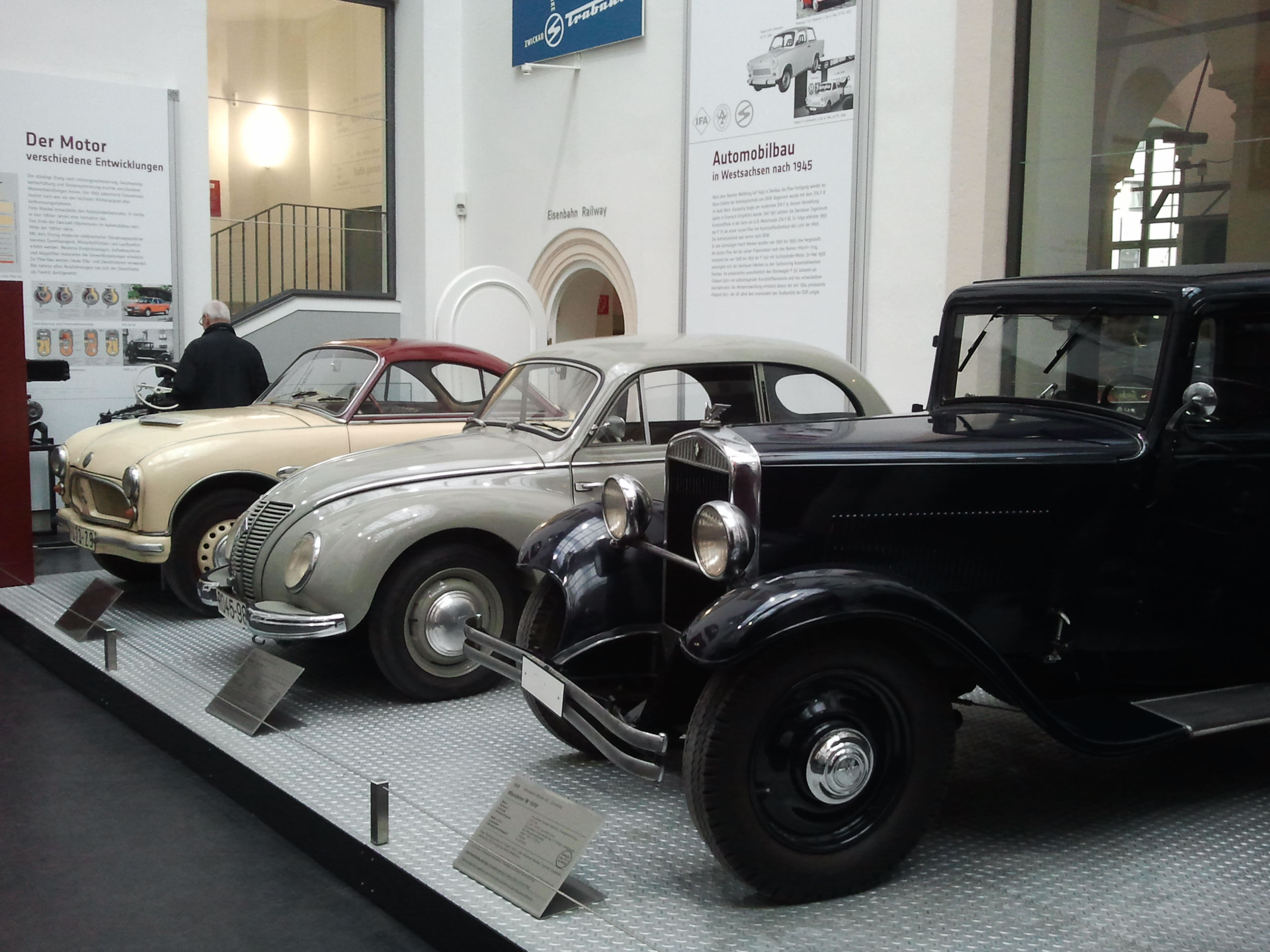
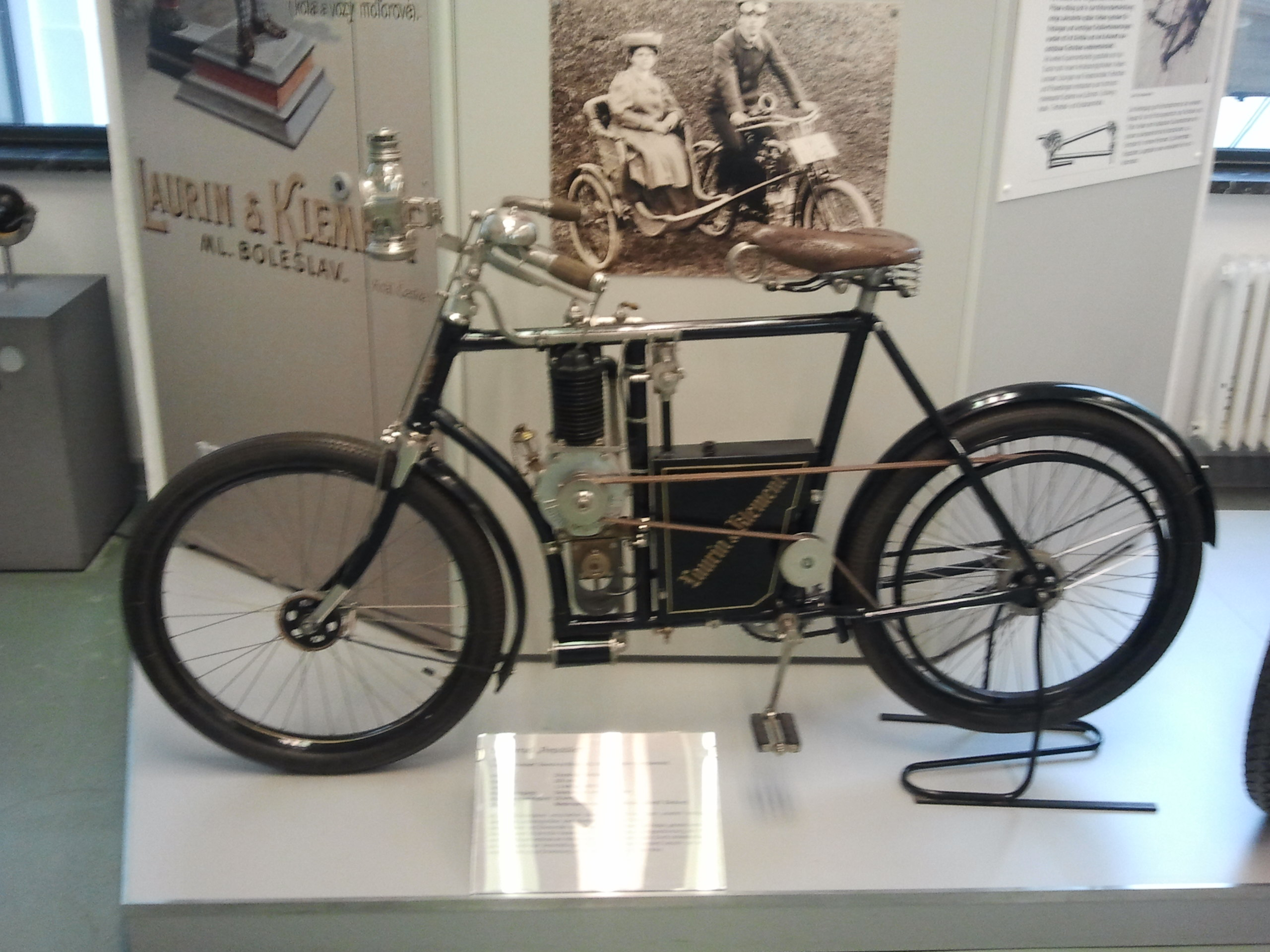
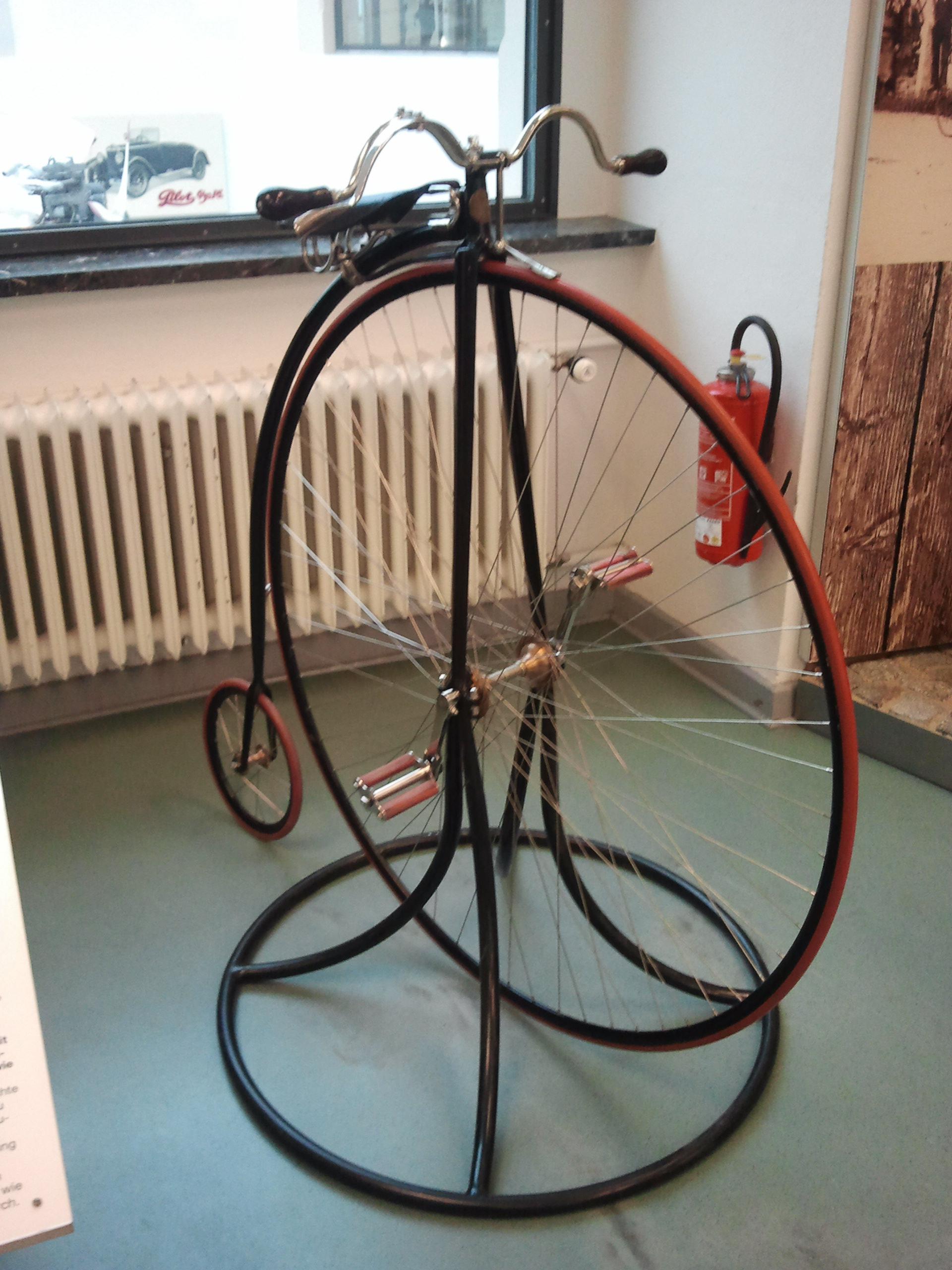

### Železniční doprava
Expozice se zabývá historií saské i německé železnice do roku 1993. K vidění je expozice o první dálkové železnici Lipsko-Drážďany, nejstarší dochovaná německá lokomotiva Muldenthal, salonní vůz saského dvora či svého času nejvýkonnější motor na světě.

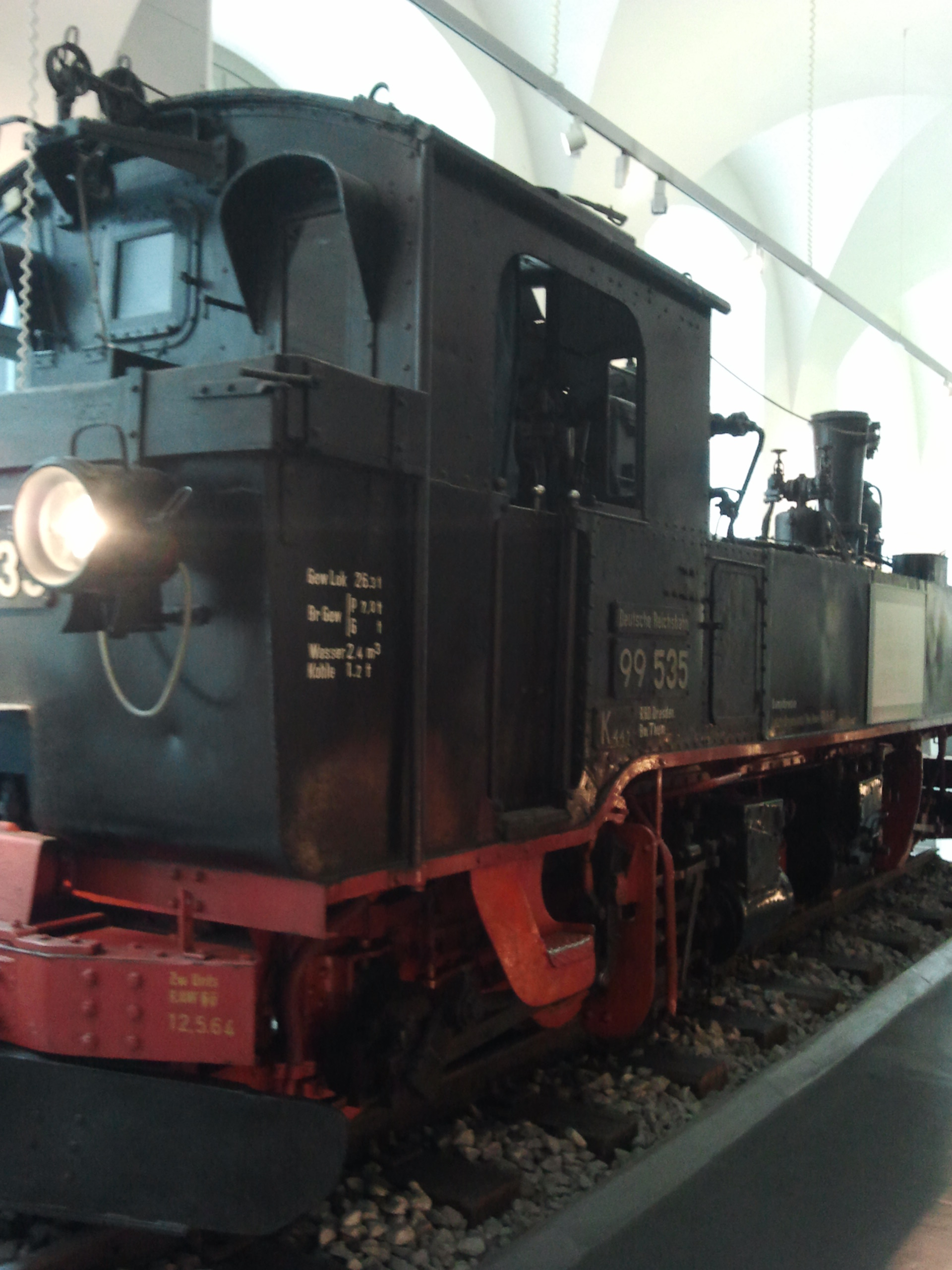
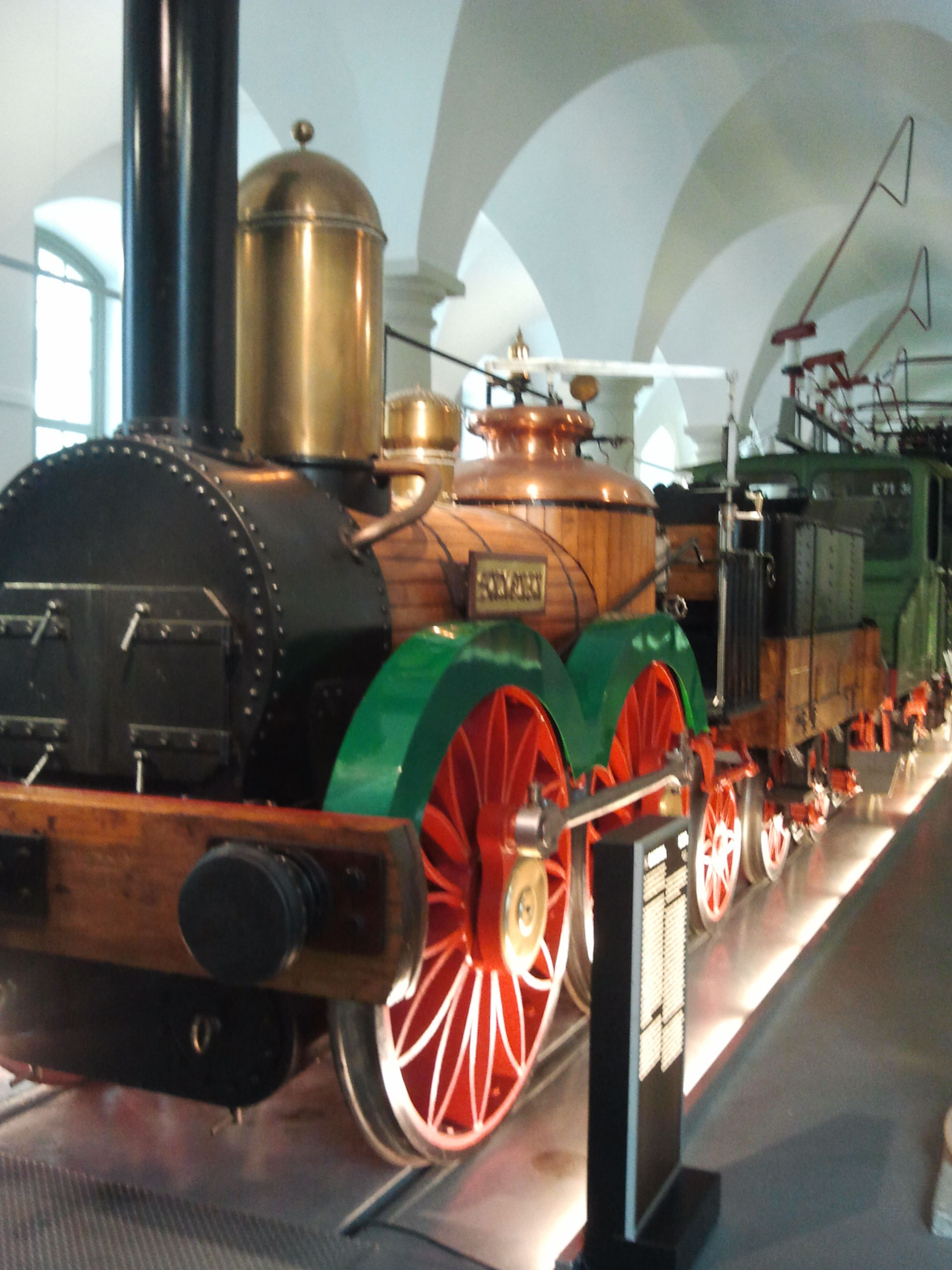
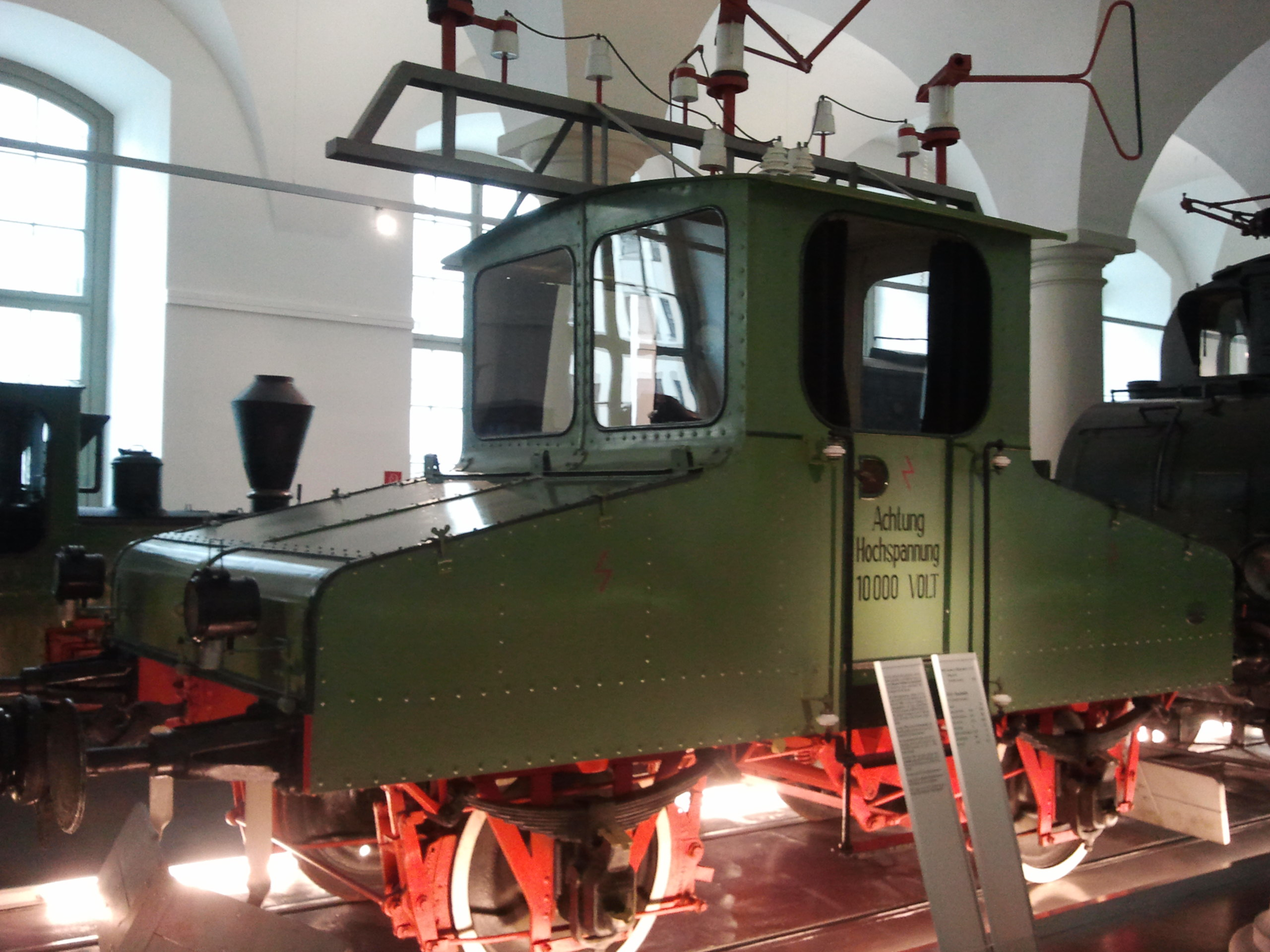
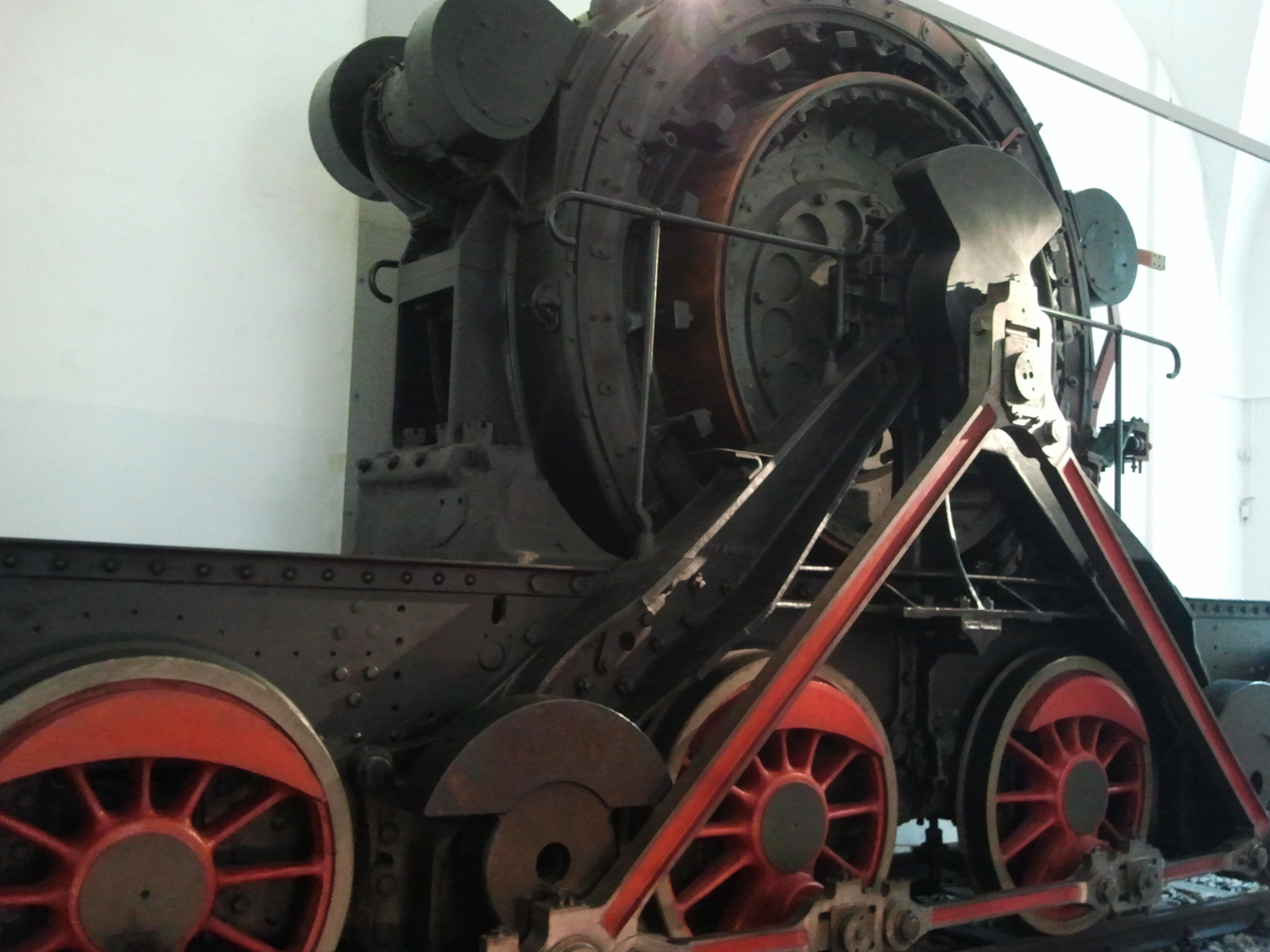

### Lodní doprava
Tato expozice se věnuje říční dopravě, řekám, zaoceánským plavbám, Saské paroplavební společnosti, rybářství a východoněmecké námořní dopravě.

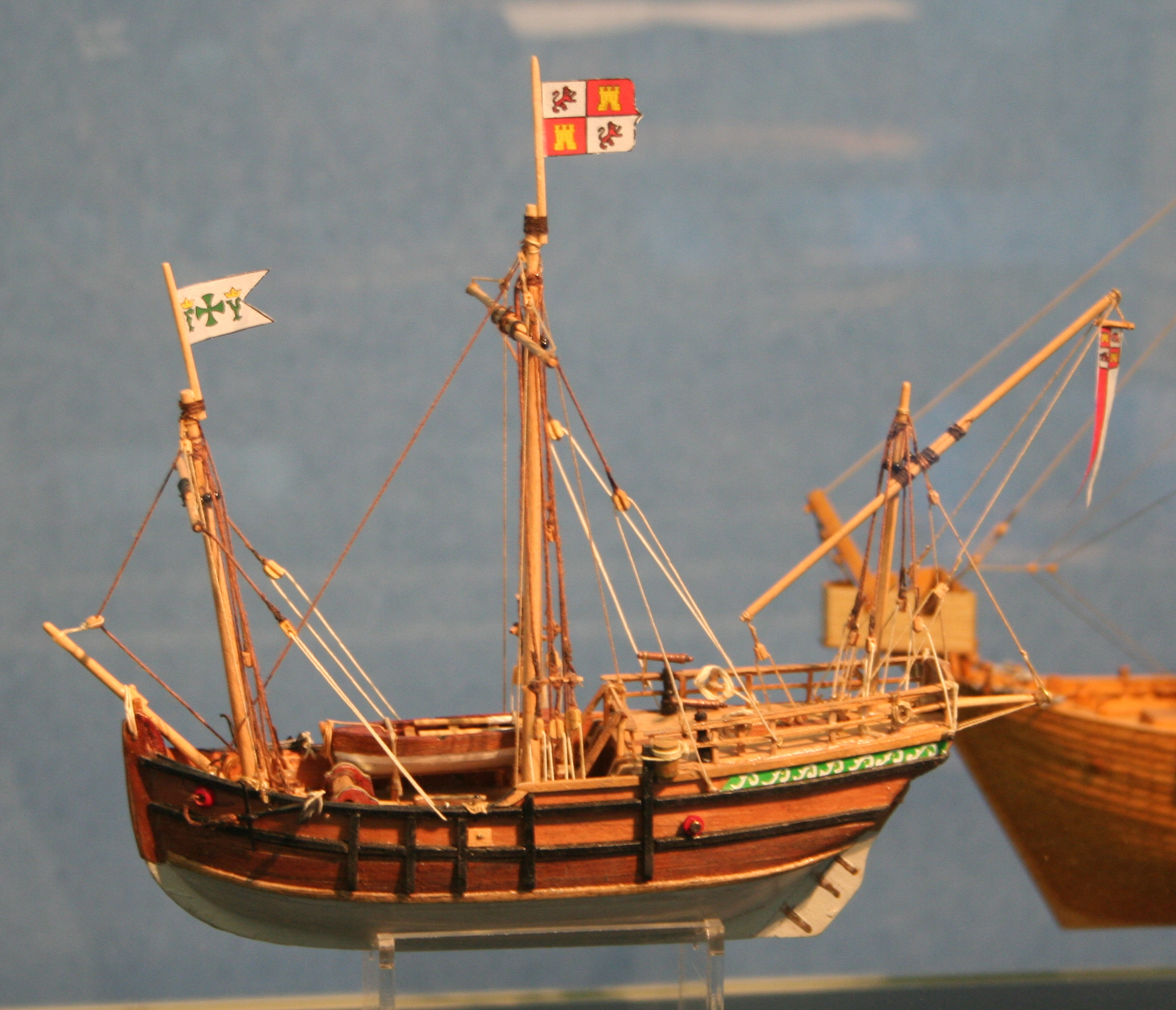
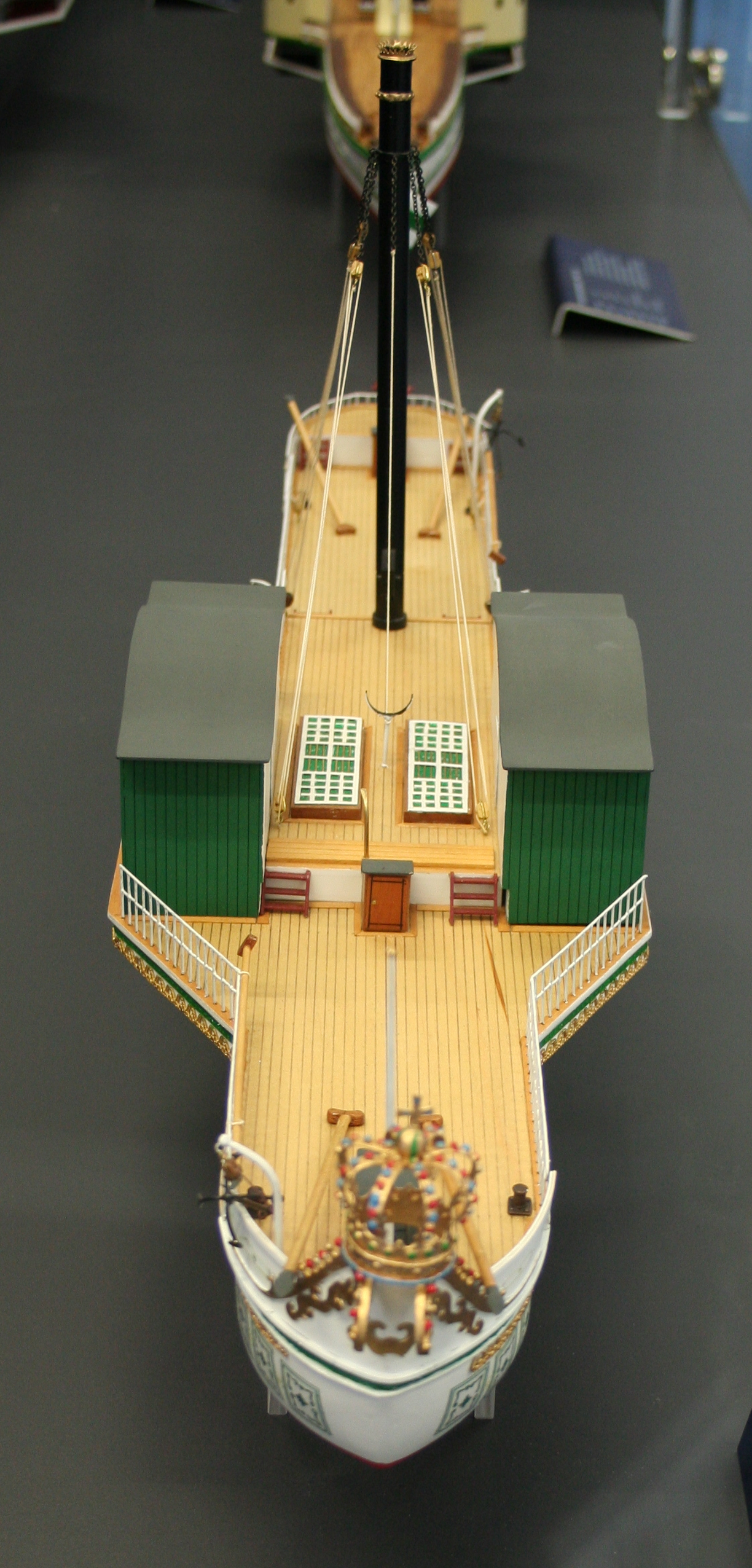
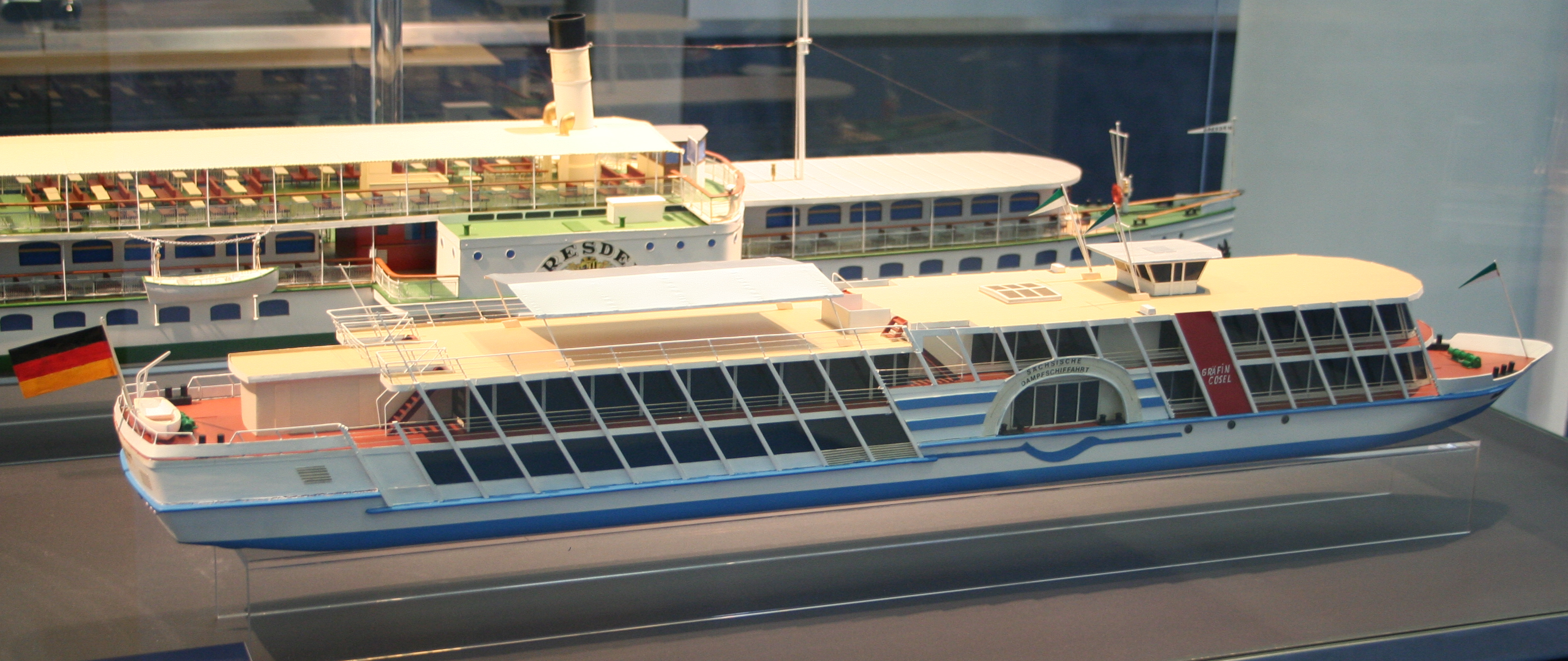
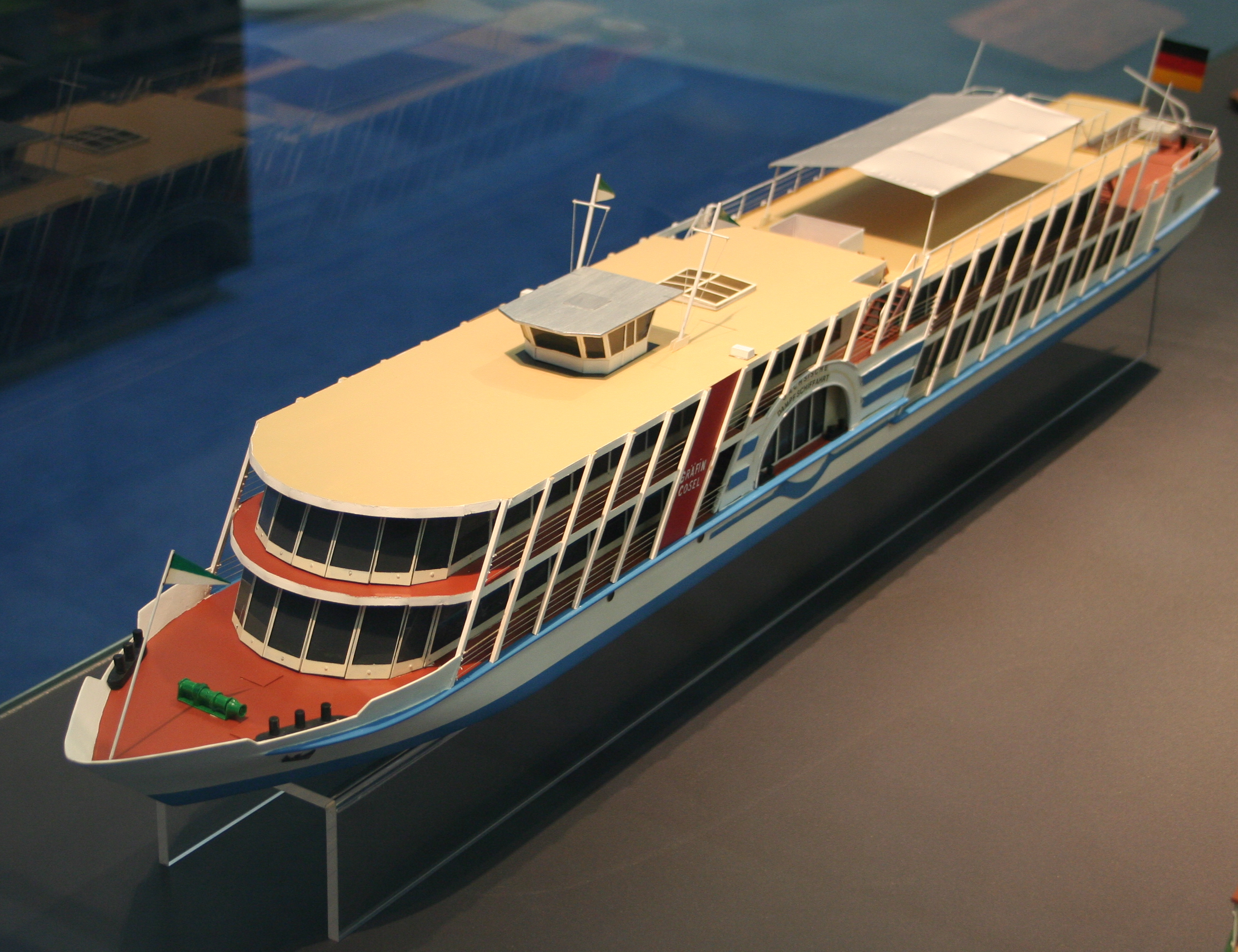

### Letecká doprava
Expozice ukazuje přehled balonové a letecké vzduchoplavby a motorové létání. Obzvlášť se zabývá východoněmeckým leteckým průmyslem

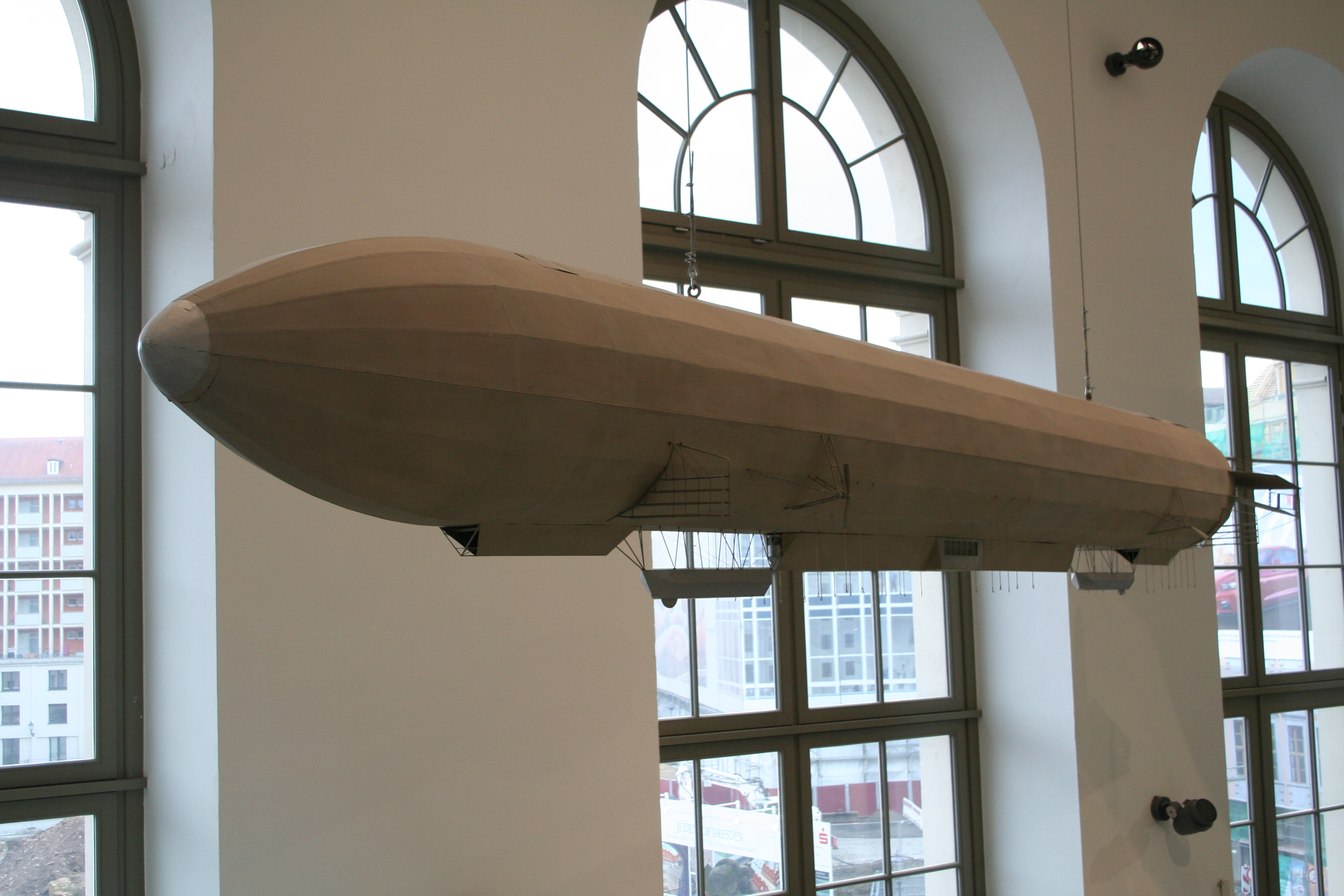
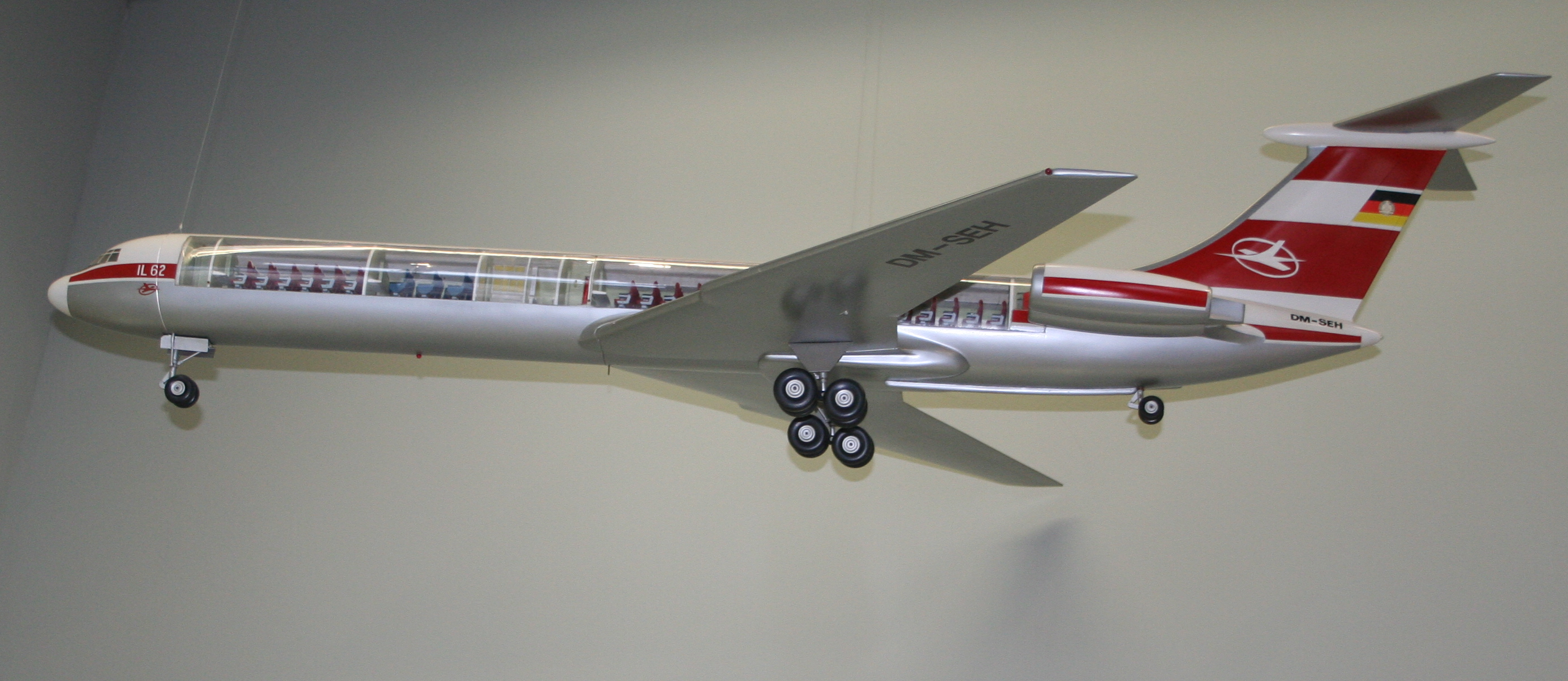
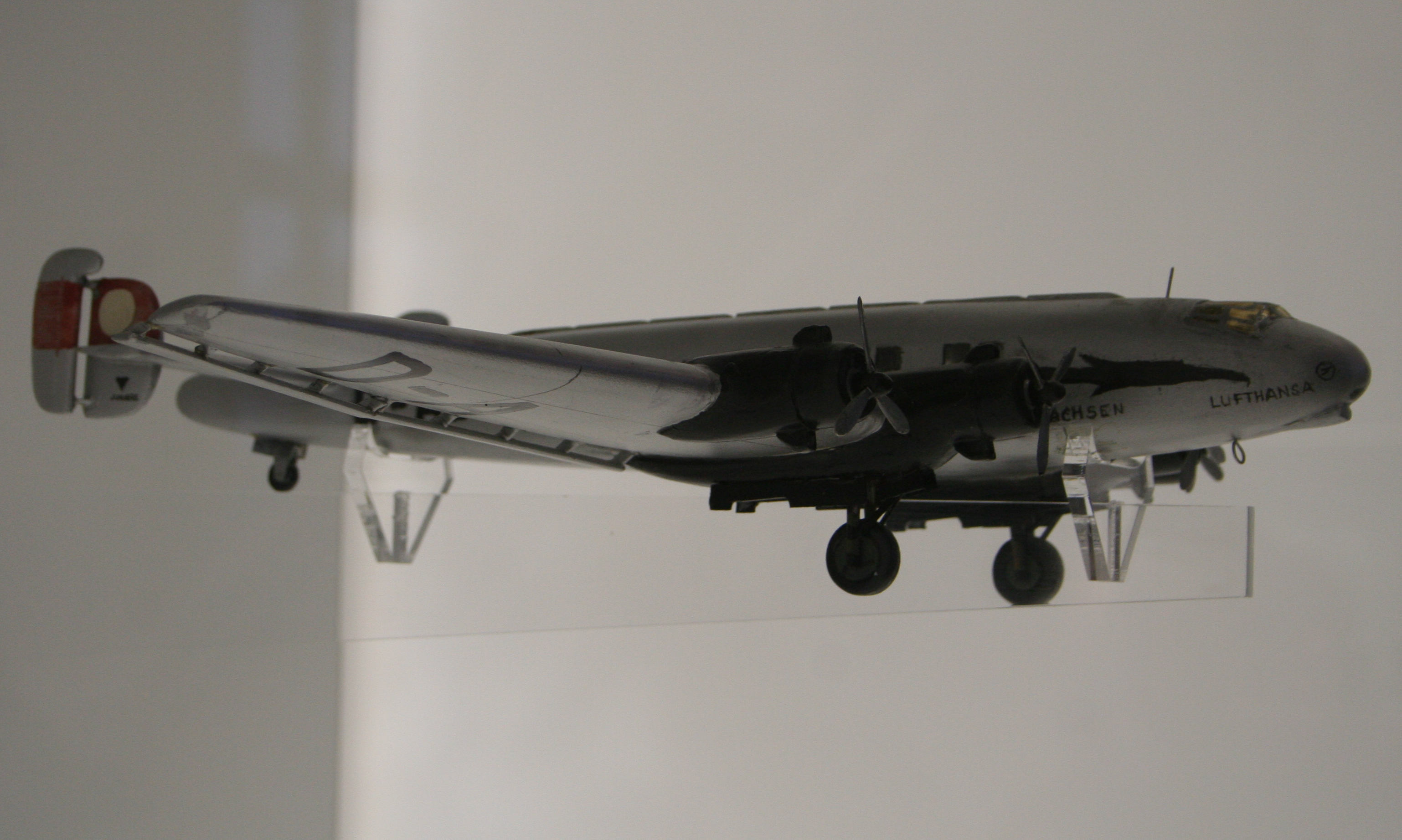
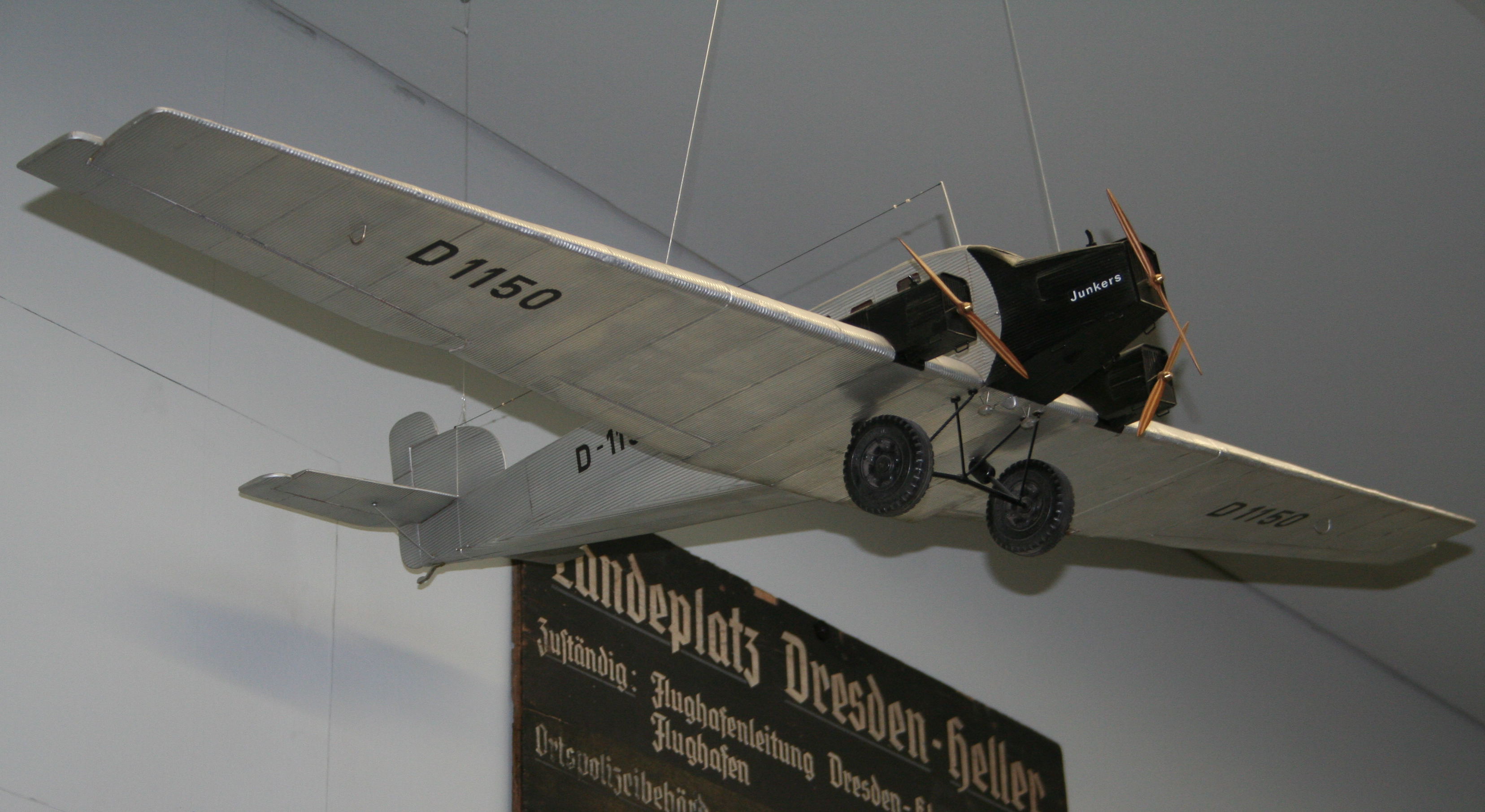

### Modelová železnice
Jedná se o počítačově řízenou modelovou železnici velikosti 0, patřící k mezinárodně nejhodnotnějším dílům. Celkem je zde umístěno 785 metrů kolejnic, 99 výhybek a 5 nádraží.

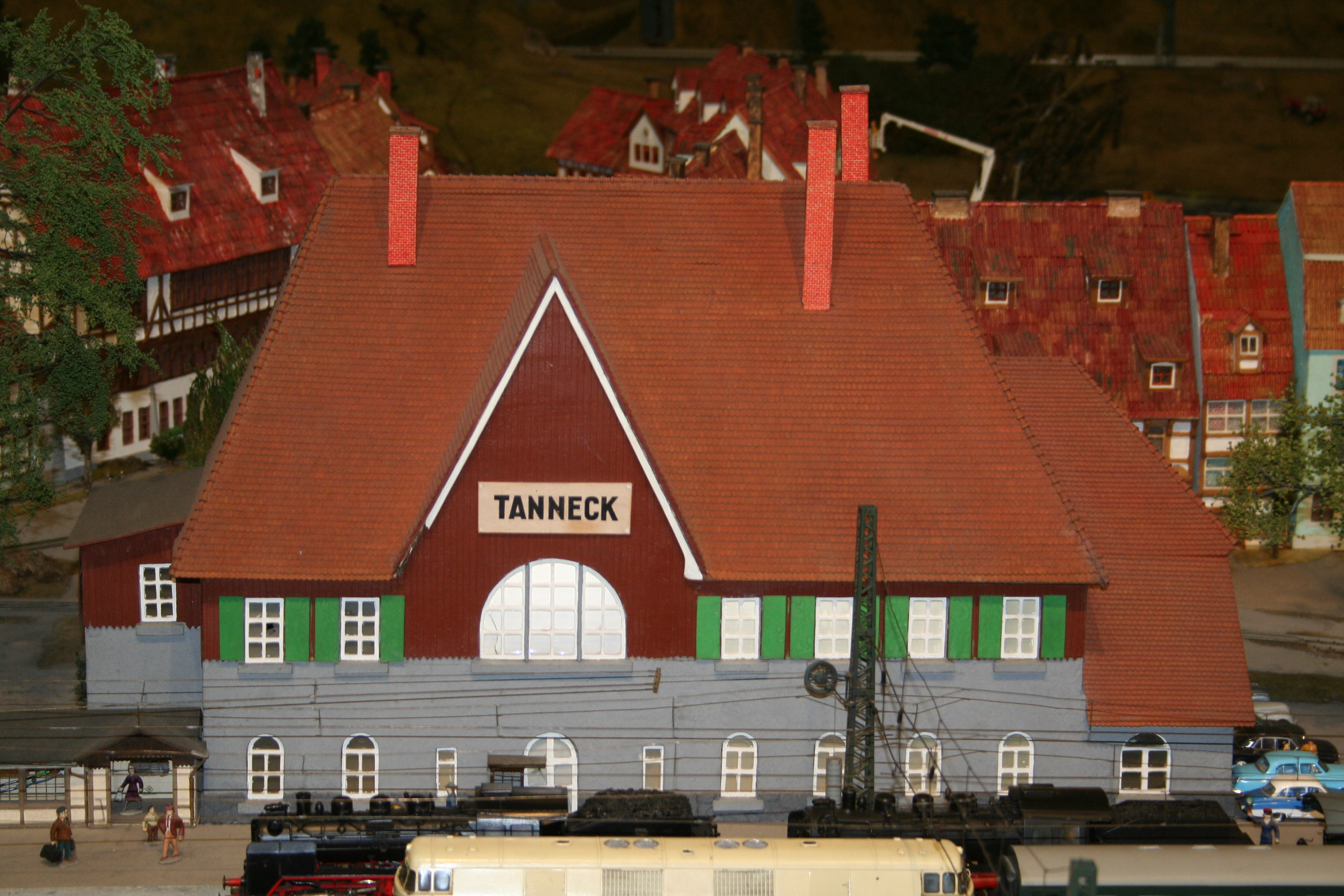
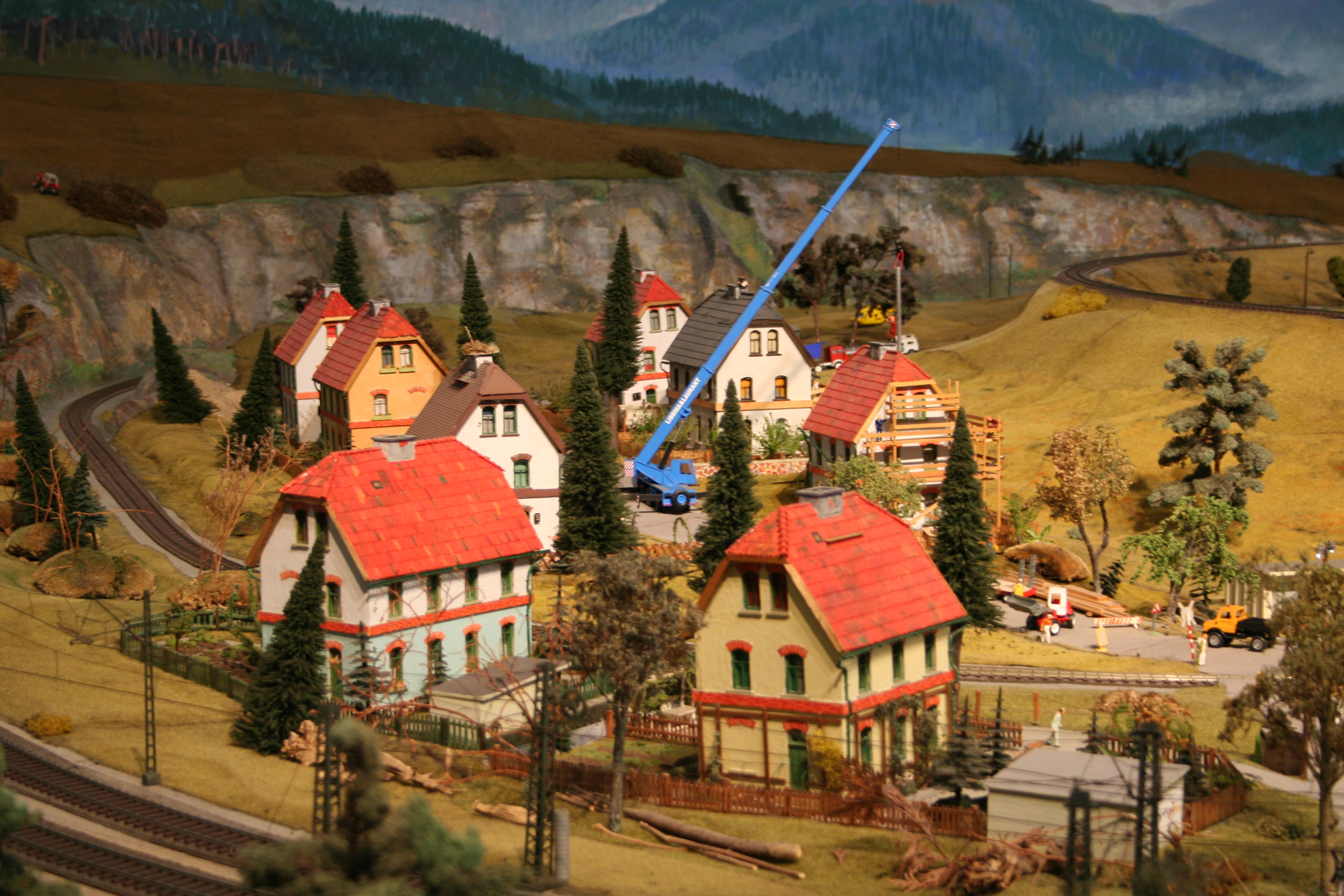
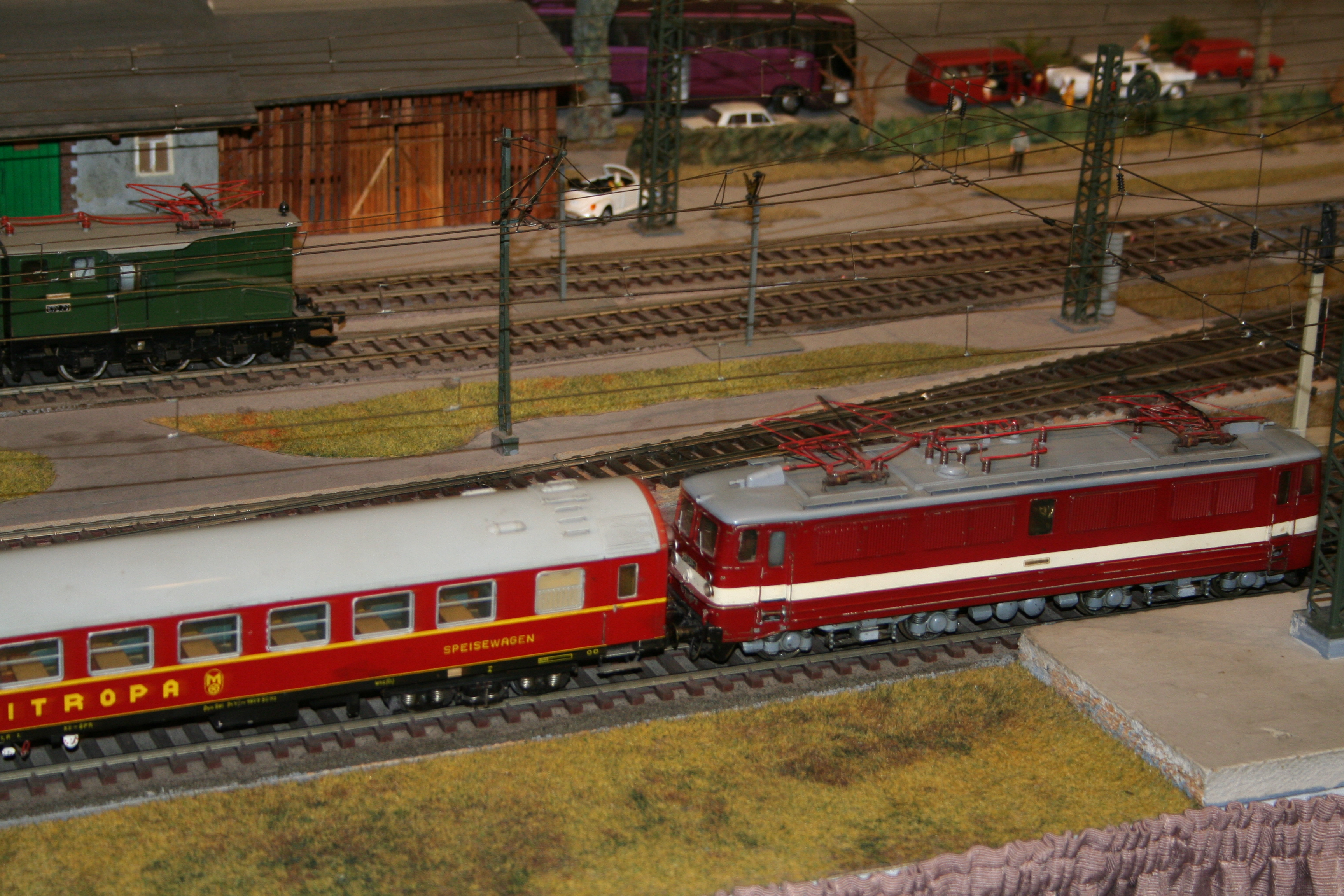
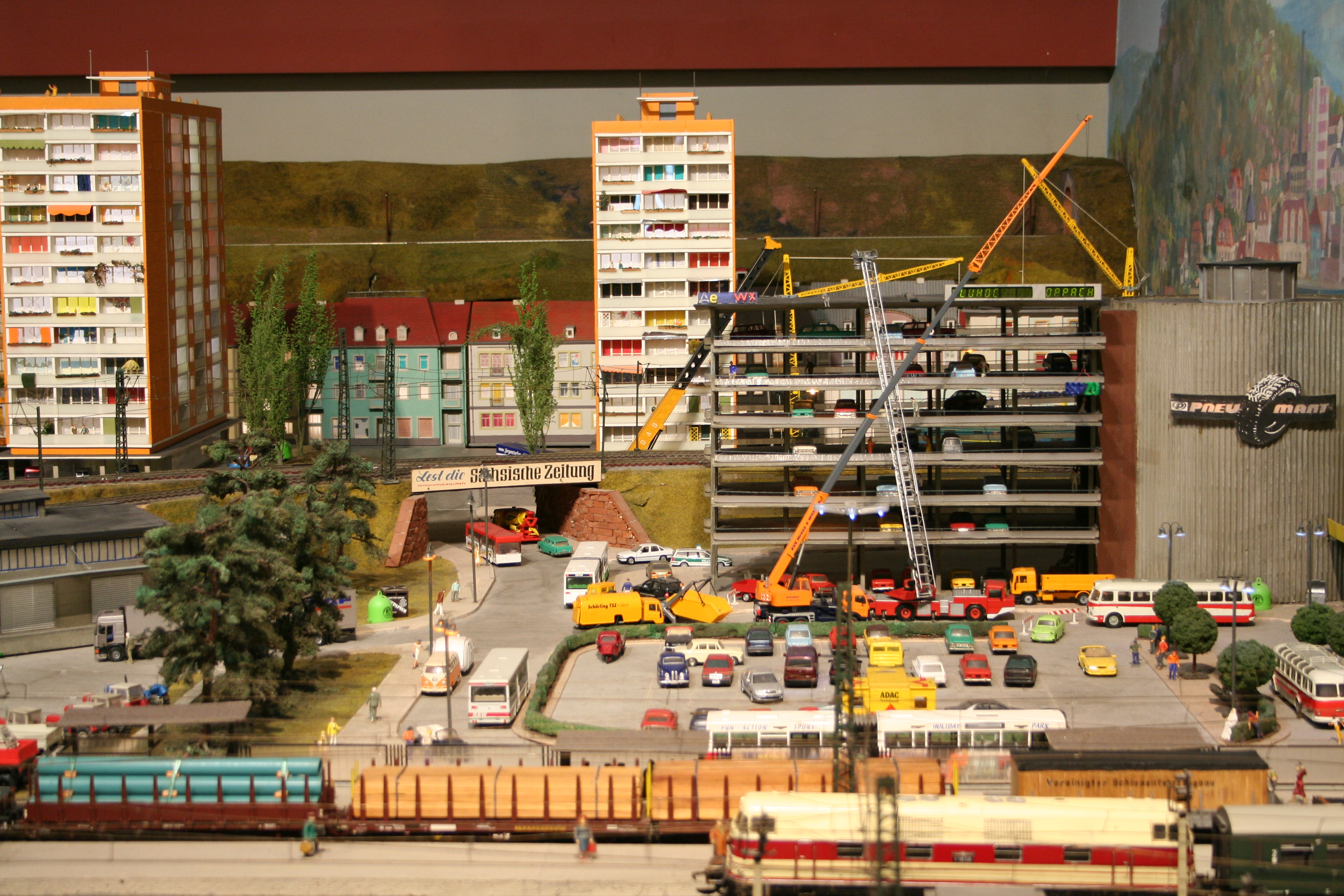